# David Winspeare
David Winspeare, o Davide Winspeare (Portici, 22 maggio 1775 – Napoli, 13 settembre 1847), è stato un avvocato, giurista e filosofo italiano.

## Biografia
Figlio di un funzionario borbonico che fu anche prefetto in Calabria, dopo la laurea in giurisprudenza e le prime esperienze nel foro di Napoli,  Winspeare ottenne il suo primo incarico di rilievo come avvocato fiscale presso l'Amministrazione delle Poste delle Due Sicilie, ove si mise in evidenza per il rigore nel tentativo di ridurre le malversazioni e di moltiplicare le spedizioni dei corrieri, per evitare ritardi e problemi connessi.
Nel dicembre 1808 fu nominato da Gioacchino Murat procuratore generale della Commissione Feudale, una magistratura speciale istituita per risolvere le controversie tra i municipi e gli ex-feudatari. Nonostante questa istituzione finì di operare nel settembre 1810, Winspeare rimase in carica per l'esecuzione delle sentenze. Nel suo volume più noto, la Storia degli abusi feudali del 1811, il giurista napoletano, pubblicando un'ampia documentazione, ricordava fra l'altro come la predetta commissione era riuscita a definire, in poco meno di tre anni, 1395 vertenze in ordine ai diritti feudali.
Qui è anche efficacemente delineata la storia e la struttura del sistema feudale, il quale, a detta dell'autore, aveva promosso all'interno della società e in tutte le parti dell'ordinamento statuale un'accesa e deleteria rivalità. E, soprattutto nel contesto del Regno di Napoli, esso si era sviluppato in modo artificioso, non spontaneo, passando di dinastia in dinastia, per provare «l'esperimento dei mali di tutte le nazioni», generando guerre intestine, rozzezza nei costumi e nella cultura, nonché contrasto alla giustizia. Il sistema feudale per Winspeare era «semplicemente come un "mostro", uscito dalle foreste dei barbari ed allevato dalla ignoranza e dagli errori di tredici secoli», che era stato sconfitto solo con l'avvento dell'Illuminismo.
Nel 1812 fu nominato avvocato generale presso la Corte di cassazione. Da quest'ultimo incarico venne, però, destituito da Ferdinando I, per aver accompagnato Carolina Bonaparte a Trieste, con il connesso esilio. Ritornò a Napoli nel 1819, dedicandosi prevalentemente all'avvocatura, anche se ottenne nuovamente incarichi di primo piano: tra questi, il compito di trattare con la nunziatura apostolica l'esecuzione del concordato stipulato a Terracina nel 1818 e di far parte della ristretta commissione istitutiva della "Giunta dei quindici" del Governo costituzionale, innanzi la quale il citato sovrano borbonico giurò la costituzione del 1820. Nell'ultimo periodo della sua vita si concentrò, prevalentemente, su temi e questioni di filosofia, a testimonianza dei quali restano i tre volumi dei Saggi di filosofia intellettuali, pubblicati tra il 1843 e il 1846.

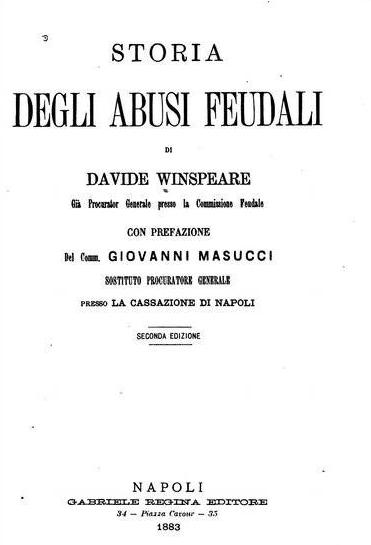
Frontespizio della Storia degli Abusi Feudali

## Opere principali
- Delle confessioni spontanee de' rei, Stamp. Simoniana, Napoli 1807.
- Storia degli abusi feudali, Tip. Trani, Napoli 1811.
- Voti de' napolitani, s.e., Napoli 1814.
- La voce di Napodano, o sia Quarta illustrazione del patto di Capuana e Nido, Tip. Trani, Napoli 1825.
- I libri delle leggi di Cicerone volgarizzati, Tip. Trani, Napoli 1829.
- Delle chiese ricettizie del Regno. Dissertazione, Tip. Trani, Napoli 1833.
- Saggi di filosofia intellettuale, voll. 3, Tip. Trani, Napoli 1843-1846.
- Dissertazioni legali, a cura di G. Winspeare, Tip. Agrelli, Napoli 1844.
- La colonia perpetua ed i diritti feudali aboliti, Tip. Pesole, Napoli 1895.